# 里昂·S·甘乃迪
里昂·史考特·肯尼迪（日语：レオン·S·ケネディ）是卡普空製作的惡靈古堡系列中登场的角色之一，為《惡靈古堡2》的兩位主角之一，同時也是《惡靈古堡4》的主角和《惡靈古堡6》的三位主角之一。
《惡靈古堡2》的事件一開始，身为浣熊市警察的里昂在上班第一天便遲到，導致他必須獨自作战以解决喪屍病毒爆發的问题，在遊戲過程中，他救起被喪屍襲擊的克蕾兒·雷德菲爾，里昂於是與她结伴，随后两人救起年幼的雪莉·柏金，並得到神秘女人艾達·王的援助。六年後（《惡靈古堡4》），里昂當上美國聯邦政府的特務，並從險惡的邪教中拯救了美國總統的女兒。在《惡靈古堡6》中，他繼續為聯邦政府效劳，並與艾達和成年的雪莉重逢。
里昂在其他電子遊戲中亦有登场，他是CG動畫電影《惡靈古堡：惡化》和《生化危機：詛咒》的主角，與《惡靈古堡4》一樣，他都是政府特務。真人電影《惡靈古堡5：天譴日》中的里昂則由約翰·厄柏飾演，重啟電影《惡靈古堡首部曲：拉昆市》改由亞凡·喬吉亞飾演。

## 經歷

### 惡靈古堡2
里昂首次登場於《惡靈古堡2》，以兩大主角之一的身份登場於遊戲中。他是一個剛到美國中西部小鎮浣熊市就職的菜鳥警察，但很不幸地，他赶到該地时T病毒正好爆發，儘管如此，里昂仍然救起了被喪屍追殺的克蕾兒·雷德菲爾，两人结伴逃到拉昆市警察局，在那裡他們分別找到方法進入下水道，通过下水道後，兩人抵達保護傘公司的地下研究所，研究絡合物以對抗病毒爆發。在前進途中，里昂遇見一位名叫艾達·王的神秘女性，她的身份是尋找更強大的G病毒樣本的間諜。在最後的交鋒中，T-103號暴君出現並襲擊里昂（或克蕾兒，视乎玩家玩哪條遊戲線決定），戰鬥过程中艾達为帮助里昂，給了他一支火箭筒對抗暴君。擊敗牠後，里昂遇見安布雷拉科學家威廉·柏金，但因發生突變而不得不杀掉他。後來里昂因為触到研究所的爆炸计时器，于是帶著克蕾兒和柏金的女兒雪莉·柏金一起逃離。

### 拉昆市事件後
《生化危機3》破关後，玩家得到的後記顯示里昂為了不讓雪莉被美國政府當作實驗品，於是和政府派來的官員交涉後，美國政府承諾不對雪莉進行實驗並對她進行保護，里昂則成為了一名美國政府的特務。不過里昂在接受特務訓練時仍未忘記要針對保護傘公司，於是他請求自己的好友、私家偵探阿克·湯普森前去調查西納島上的保護傘公司在那設立的研究所（《惡靈古堡 生存遊戲》）。在《生化危機 聖女密碼》中，克蕾兒聯絡里昂，告訴里昂要通知她哥哥克里斯·雷德菲爾自己在洛克福特島（Rockford Island）被俘的事情。里昂後來從美國政府的情報部門那知道了本該死在拉昆市的艾達其實還活著的消息，並得知她正在為前S.T.A.R.S.隊長亞伯·威斯卡效力。

### 黑暗面編年史
本作補充了一些《生化危機4》之前里昂的經歷，敘述在拉昆市事件發生四年後的2002年，里昂與當時的特種部隊同伴兼訓練官傑克·克勞薩少校（Jack Krauser）接下尋找與前保護傘公司成員有交易的南美大毒梟哈維爾·伊達格（Javier Hidalgo）的任務。里昂因為拉昆市的經歷，對病毒改造過的生物武器（B.O.W.）已有了心理準備和應對的辦法，但初次遭遇生物兵器的克勞薩卻有些難以面對，還對里昂獨自掌握的訊息與更多的命令內容感到不滿，事件結束後里昂繼續特務生涯，但在與生物兵器交戰使手腕負傷不得不黯然退役的克勞薩卻迷戀上了生物武器的力量，最後先假造自己意外身亡的假象選擇加入了威斯卡的勢力。
四代重製版提到在哈維爾行動中克勞薩認為美國政府刻意隱瞞事實，導致他小隊全滅而無比感到憤怒。因此加入光明教團。

### 惡靈古堡4
里昂於《惡靈古堡4》再次登場，此時他已是美國政府的直屬特務，他之後被派去拯救被綁架到西班牙某處的總統女兒「愛旭莉·葛拉漢」（Ashley Graham）。而綁架愛旭莉的組織則是一個邪教組織「光明教團」（Los Iluminados，西班牙語「開明」之意），教主為奧斯穆德·薩德拉（Osmund Saddler），這教團使用了一種名叫「害蟲」（Las Plagas）的寄生蟲以寄生於當地的村民，教主打算利用愛旭莉來向總統勒索才綁架她，亦打算在全世界散播寄生蟲。在里昂尋找阿什莉的途中，他被捕獲並被注入寄生蟲。在艾達與教團的研究員路易斯·塞拉（Luis Sera）的幫助下，里昂得以成功救出阿什莉並去除體內的寄生蟲去面對邪教，重製版劇情中里昂得知路易斯曾經是保護傘的員工時極為憤怒，因路易斯有悔過之心而暫且信任他。在遊戲的後半段中，路易斯被殺（舊版被薩德拉殺害，重製版被克勞薩殺害），里昂也重遇已加入教團的克勞薩，同時察覺到綁架愛旭莉的人正是克勞薩。里昂與之搏鬥並殺了他，隨後殺死了薩德拉，但艾達卻出現逼迫里昂交出「害蟲」的樣本後（重製版則是直接將樣本取走）搭乘直升機離開。里昂與阿什莉最後乘坐艾達留下的水上摩托車離開。

### 惡靈古堡6
里昂也是《惡靈古堡6》的三位主角之一（另外兩位是克里斯·雷德菲爾和傑克·謬拉） ，雖然遊戲中有七名可供玩家使用的角色與不同的故事線，但里昂卻被描述成「主要的主角」。在遊戲中，他被迫槍殺了在生化恐怖襲擊中受感染的美國新任總統亞當·本福德（Adam Benford）後逃出已經被喪屍侵占的高橡樹市（Tall Oaks），里昂在逃出的時候與同行的倖存者，本福德總統的保鏢兼美國特勤局特工海倫娜·哈珀（Helena Harper）組成團隊以揭露那導致浣熊市事件的陰謀。在遊戲的後期，里昂與艾達和長大的雪莉團聚，當時雪莉已經成為美國安全營運部門（Division of Security Operations）的特務，並致力於拯救病毒暴發的世界。

### 外傳
里昂也出現在系列中的一些非正传遊戲。例如與巴瑞·巴頓（Barry Burton）一起出現於以Game Boy Color為平台的惡靈古堡外傳，與和克蕾兒一起作为網上和手機遊戲《惡靈古堡：殭屍殲滅者》可操作角色。在第三人稱射擊遊戲《生化危机 浣熊市行动》中，玩家可以控制安布雷拉公司的特務追殺倖存者，某些操作甚至可能會導致里昂的死亡。此外，他還是該遊戲的「英雄模式」的其中一位可控制人物。

### 其他
里昂曾經出現在1998-1999年的香港漫畫《惡靈古堡2》中。他亦在台灣發行的兩個以浪漫喜劇和圍繞著里昂、克蕾兒和艾達的方式複述《惡靈古堡2》劇情的漫畫《惡靈古堡2》中出現過。另外，他也是圖像漫畫的漫畫和S·D·佩里所作的兩本小說《惡靈古堡：死城》、《惡靈古堡：冥界》的角色之一。

### 動畫電影
於2008年的電腦動畫電影《生化危機：惡化》中，里昂與克蕾兒組成團隊，阻止T病毒再次在美國本土爆發。而續集《生化危機：詛咒》中里昂也有出現。在電影中，他被送到正在發生內戰的東歐調查東斯拉夫共和國（Eastern Slav Republic）是否有使用T病毒。不同於惡靈古堡的電影系列，動畫電影忠實的依循遊戲系列的設定，且分別為《惡靈古堡5》和《惡靈古堡6》的前傳。
2017年推出的《惡靈古堡：血仇》中，里昂與系列主角克里斯、蕾貝卡攜手阻止武器商人阿里亞斯的陰謀。2023年的續作惡靈古堡：死亡島中，里昂作為主角團之一前往阿爾卡特拉斯島調查生化恐怖行動。

### 真人電影
在真人電影《惡靈古堡2：啟示錄》中，一份剪報的正面顯示里昂在行動中被吉兒·范倫廷殺死。然而在記者的採訪中，導演保羅·安德森表示如果《惡靈古堡4：陰陽界》成功的話會拍第五部電影，並希望里昂在該電影中露面。而在里昂的真人版中，他則是在電影版本中幫助艾達對抗安布雷拉的亞伯·威斯卡的傭兵團團長，並拯救艾莉絲·安波那斯和吉兒。在電影的最後，里昂也是生存者之一。
2021年的重啟電影《惡靈古堡首部曲：拉昆市》中，里昂由演員亞凡·喬吉亞飾演。
其他關於里昂的商品則有由HOT TOYS製作的2種不同動作的模型、國家娛樂收藏品協會設計的3種不同動作的里昂和其他包括帕利塞玩具、漫威玩具等製造商的作品，除此之外也包括卡普空自己製作的模型。另外，2013年在奧蘭多環球影城舉行的萬聖節恐怖之夜中，里昂以兩位主角之一的身份出現在基於《惡靈古堡2》和《生化危機3》製作，名為「惡靈古堡：逃離浣熊市」的鬼屋裡。

## 角色設計與飾演的演員

在《惡靈古堡5：天譴日》中，由約翰·厄柏飾演的里昂。

里昂的設計者是神谷英樹，他想設計出一位能與克里斯·雷德菲爾互相對應的角色，里昂便因此誕生。神谷承認他比較喜歡克里斯这种「耿直的硬漢角色」，但因為已經有了克里斯，所以他選擇往另一個方向设计新的角色。因此里昂被設計成一名對於恐怖事件完全沒有經驗的角色。令神谷驚訝的是，他萬萬沒想到里昂于《惡靈古堡2》一出场就备受玩家欢迎。在续作《生化危機4》中，神谷称讚里昂變成一個「很酷的傢伙」，更補充說「重新愛上了他」。設計者原本打算在《惡靈古堡2》中將他的個性設計成對恐怖的情況毫無經驗。雖然他最初被設計成一位資深警官，但在《惡靈古堡2》的正式版却成了菜鳥警官。相較於克里斯，里昂的「俊美臉蛋」、「桃花運不好」、「衰運」與求生意志和正義感都可以吸引玩家。玩家在《惡靈古堡4》操縱的里昂雖然多了几分硬漢色彩，但他在前作所显现的优点却依舊保留下来。另外，里昂的設計靈感有部分來自卡普空的一位藝術家功大石的血𤟥。
2002年4月，里昂被公佈為《惡靈古堡4》的主角。隨著遊戲的開發，設計者的用意也慢慢的表露出來，其用意正是讓里昂成為感染病毒的原祖。這個概念在2004年擴展，即里昂一定要在與遊戲的敵人戰鬥時患上奇異的疾病。在紀錄片講解遊戲中的人物概念時，有人說里昂打算「令自己看起來更加強硬，但其實這樣也挺酷的。」。
《生化危機：惡化》的監製，同時是《惡靈古堡4》與《惡靈古堡6》的製作人——小林裕幸稱他很自然地愛上了里昂。他也決定把里昂納入《惡靈古堡6》中，理由為他是故事的核心。
里昂在《惡靈古堡2》中由保羅·哈達德（Paul Haddad）配音，在《惡靈古堡4》、《惡靈古堡：惡化》和《惡靈古堡：黑暗面編年史》中則是保羅·梅西耶負責配音，而《生化危機：詛咒》和《生化危機6》則是馬修·麥瑟為里昂配音。麥瑟形容自己是梅西耶的粉絲和朋友，並稱很榮幸接替他為里昂配音的工作。在一次採訪中，麥瑟還詳細說明怎麼演繹里昂這角色，此外，他也談到角色的變化。另外日本配音方面，《惡靈古堡：惡化》的里昂由山野井仁配音，而《生化危机 浣熊市行动》、《惡靈古堡：詛咒》與特別包裝的《惡靈古堡6》則是森川智之負責配音。
關於在《惡靈古堡5：天譴日》中為何會選擇約翰·厄柏飾演里昂，該電影的製片人和導演保羅·安德森稱：「你根本想像不到尋找與里昂頭髮相似的人是有多困難，而且他還需要有男子氣慨和很長的瀏海。」，他還補充說：「如果你把他們兩個的照片放在一起，你會覺得他（約翰·厄柏）就是由卡普空製作的作品。」。此外，安德森更判定如果將里昂和其他遊戲角色放在一起的話就像有「風扇驅動」一般。而飾演里昂的厄柏則提到自己是從上傳到YouTube的短片中學到里昂的舉止。他也說：「他沒有一個高亢的聲音，我覺得他說話就像我一樣都是有點慢。」。另外在商業版的《惡靈古堡2》中，里昂則是由布萊德·藍佛飾演。
重啟電影《惡靈古堡首部曲：拉昆市》（2021年）由亞凡·喬吉亞飾演里昂。

## 迴响
自從他出現在《惡靈古堡2》後，里昂便引起熱烈的回響，2009年，任天堂力量將他列為他們第14位最喜愛的任天堂遊戲英雄。在2011年的金氏世界紀錄玩家版中，里昂被投票成為最佳電子遊戲人物的第36位。2012年，在GamesRadar的電子遊戲中「最有影響力和最無法無天」的英雄投票中，里昂位列第11位。而在《帝國雜誌》的50大電子遊戲人物名單中，里昂則排名第44位。
在IGN的特寫報道中，里昂被視為最想在《惡靈古堡6》中出現的角色，並稱他是系列中兩大主要角色之一（另一個為克里斯·雷德菲爾），此外，IGN還說他是惡靈古堡系列中最好的喪屍戰士和「與整潔繫在一起的英雄」。此外，該公司還對克里斯和里昂之間做出另一種比較，稱後者為「意志堅定的傢伙用手爬上梯子」。2010年，GameDaily預測里昂以及克蕾兒·雷德菲爾將是下一個惡靈古堡作品的主角，理由是該系列的主角交替格局與里昂最後一次出現是在《惡靈古堡4》。2013年，GamesRadar的工作人員把里昂列在卡普空30年來出現過的角色中的首位，他們表示：「里昂在惡靈古堡系列中處於領先的位置，他一直與克里斯爭奪頭把交椅，但我們在時尚的里昂和像公牛一般的克里斯之間，對於『酷』的方面我們是沒有鬥爭的。」。
IGN曾經因為他們希望里昂在動作系列的作品中出現而把里昂列在任天堂明星大亂鬥系列的角色之中，並描述他是一個「令人生畏的英雄」與「獨特的马屁精」，除此之外，IGN還表示里昂是發生在惡靈古堡系列中最好的事情之一。另外，GamesRadar指出里昂在《惡靈古堡4》的構思就像「大衛·鮑伊在駕駛孟菲斯美人」一樣，他們也表示里昂的髮型雖然很有吸引力，但在遭遇戰時仍然需要調整。2010年，《Game Informer》把里昂列在他們希望看見的跨界格鬥遊戲《南夢宮VS卡普空》中的20個卡普空角色之中，並與南夢宮魂之系列的夢魘互相對應。至於為何把里昂列在20個卡普空的角色之中，《Game Informer》表示：「唯一一個能夠拿出足夠的經驗和勇氣摧毀突變的威脅的人，沒有別人，只有里昂·S·肯尼迪。我賭他會用一枚火箭彈結束這場戰鬥。」。
里昂也曾經與艾達·王一起被刊登在《調查者雜誌》的2007最令人難忘的電子遊戲團隊列表中。在2011年，他也曾經與艾達一起以一個「高度不正常的關係」排名在由搖桿部的詹姆斯·霍金斯（James Hawkins）製作的十大電子遊戲歷史中的愛情故事的第九位。PSU.com的麥克·哈維頓斯（Mike Harradence）稱「從一個討人喜歡、未經世故與苦戀的年輕男人變成一個愛說俏皮話的超圓滑政府特工，我們已經看到了肯尼迪的轉型了。」。而在2012年，《綜合雜誌》以里昂在《惡靈古堡4》中的愛挖苦與喜怒無常的態度為理由把他列在25個最令人討厭的電子遊戲角色列表中，他們補充說：「雖然里昂在系列中成長為一個老練的真英雄，但玩家們在里昂不說話時會更加享受遊戲。」。另外，他也是令在2013寫道「我仍然不能忘記當我的眼睛在里昂身上，心臟在和時間賽跑時的速率，我敢肯定你感受到的時候會不斷有與我相同的感覺。」音樂電視網的肯德拉·貝爾特倫（Kendra Beltran）童年崩壞的人物之一。

## 注解
1. 官方简体中文版自《生化危机3 重制版》起，配音时对人名均直接称呼英语原文
2. ↑  2代重製版將這段做出了修改。里昂原本聽聞了拉昆市近期發生的獵奇殺人事件，而打算在警校畢業後去拉昆市警局報到，卻收到了拉昆市警局打來的電話，要他不要來報到，里昂在疑惑到底發生了什麼，又無法聯絡上警局，於是決定自行前往拉昆市詢問原因。
3. ↑  影射自南斯拉夫社會主義聯邦共和國。
4. ↑  原意為灌洗器，這裡的譯法是Douche的俚語。

## 外部連結
- 互联网电影数据库上里昂·S·甘乃迪的资料
- Resident Evil Wiki上的相关条目：里昂·S·甘乃迪（英文）